# Melisa Çakmaklı
Melisa Çakmaklı (Bursa, 15 de desembre de 1997) és una judoka turca, amb medalla d'or als Jocs Olímpics de la Joventut de 2014 a Nanquín.